# Чеботарёв, Александр Семёнович
Александр Семёнович Чеботарёв (род. 1955) — военный и учёный, доктор технических наук, специалист в области системного анализа и разработки автоматизированных систем получения и обработки информации о космической обстановке.

## Биография
Родился 3 июня 1955 года.
В 1977 году окончил Пушкинское высшее командное училище радиоэлектроники ПВО; в 1988 году с отличием окончил Военно-инженерную радиотехническую академию ПВО им. Маршала Советского Союза Л.А. Говорова (ныне Харьковский национальный университет Воздушных Сил имени Ивана Кожедуба). Также окончил факультет переподготовки и повышения квалификации Военной академии Генерального штаба по специальности «Оборона и обеспечение безопасности РФ» (2003).
Проходил службу в частях и соединениях противоракетной обороны, контроля космического пространства, а также в главных штабах войск ПВО, РВСН и штабе Космических войск. Занимал должности: заместителя начальника штаба Центра контроля космического пространства, заместителя начальника штаба соединения контроля космического пространства, начальника боевой подготовки войск ракетно-космической обороны, начальника отдела боевого применения войск ракетно-космической обороны.
В 2005 году он завершил службу в Вооруженных Силах в должности заместителя начальника оперативного управления штаба Космических войск и возглавил Особое конструкторское бюро МЭИ (ОКБ МЭИ), которое является одним из ведущих научно-технологических предприятий ракетно-космической отрасли и занимается разработкой приемно-передающих радиолокационных станций, систем траекторных и телеметрических измерений, специальных информационных радиолиний, космического телевидения и связи.
За годы руководства Александром Чеботарёввм ОКБ МЭИ на предприятии были продолжены работы по созданию малогабаритной бортовой телеметрической аппаратуры «Орбита-IVМО» и наземных приемно-регистрирующих станций, обеспечивающих испытания МБР «Тополь-М» и БРПЛ «Булава», антенного комплекса специального назначения «Отличие», сети космической связи «Зонт» и ряда других систем и изделий. Продолжаются работы по ряду перспективных направлений космической техники гражданского и военного назначения в интересах Роскосмоса, различных видов и родов войск Вооруженных Сил РФ, предприятий Росатома и Минсвязи РФ. Возглавлял до 2022 года.
Автор ряда трудов и изобретений. Член Экспертной рабочей группы по космическим угрозам (секция «Космический мусор») Института астрономии Российской академии наук.
Является лауреатом Государственной премии РФ в области науки и техники, награжден орденом «За военные заслуги» (1997) и многими медалями.